# Tapinocephalidae

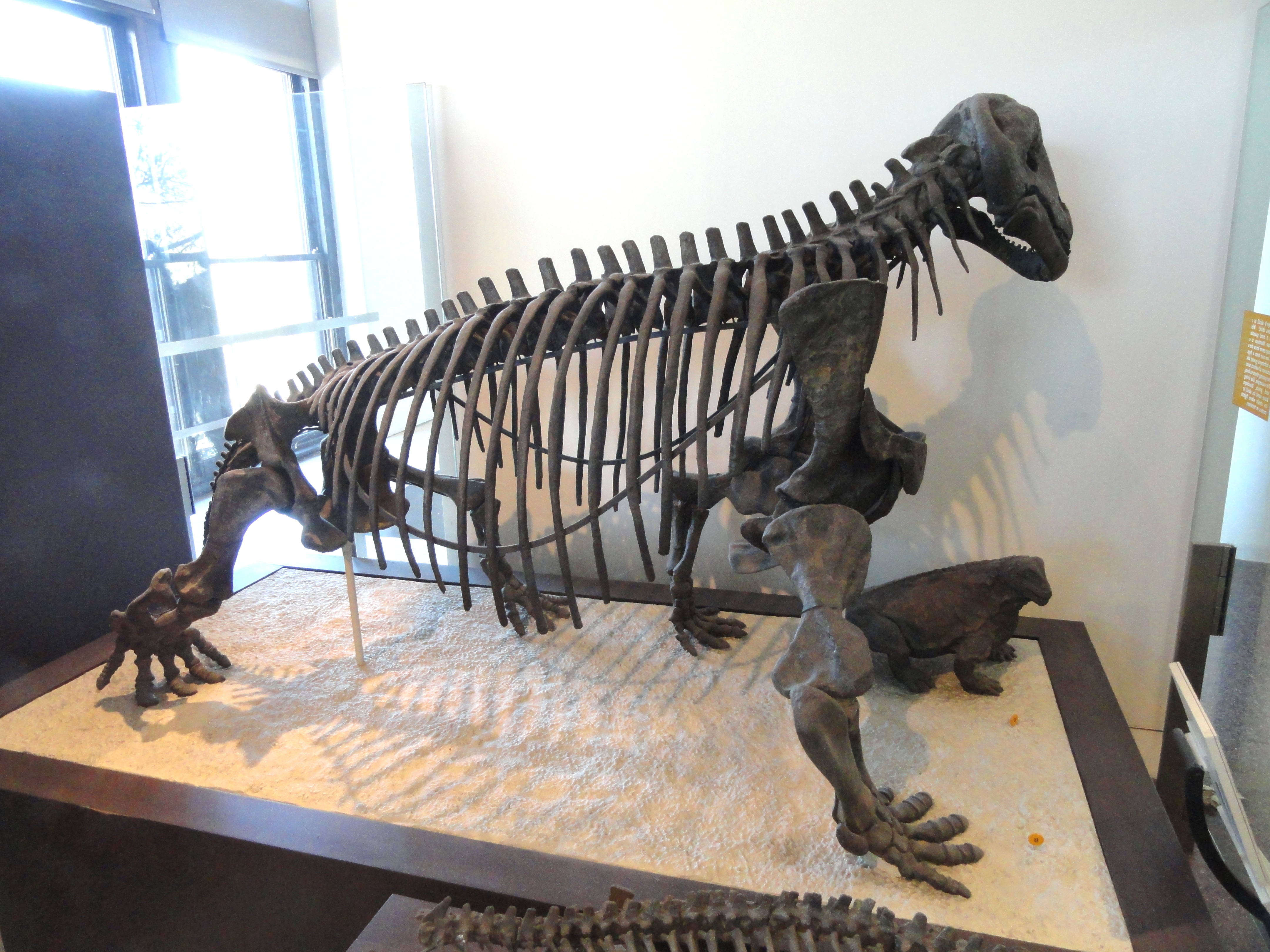
A Moschops capensis csontváza az Amerikai Természettudományi Múzeumból

A Tapinocephalidae a Synapsida ("emlősszerűek") osztályába, a Therapsida rendbe, a Dinocephalia alrendbe és a Tapinocephalia alrendágba tartozó óriási növényevők fejlett családja volt. Az Ulemosaurust, a Tapinocaninust és a Tapinocephalinaet tartalmazó kládként határozzák meg.
A Tapinocephalidák a középső Perm időszakban jelentek meg körülbelül 270 és 268 millió év között, és 260 millió évvel ezelőtt a capitani kihalás során tűntek el. A család tagjai Oroszországból és Dél-Afrikából egyaránt ismertek. Valószínűleg a Tapinocephalidae globális (pangeai) elterjedésű volt. Rövid ideig virágoztak a wordi és a capitani korban, több vonalba sugározva, amelyek egyidejűleg léteztek. Főként a koponya és még kisebb mértékben a csontváz részleteiben különböztek egymástól. Nem világos, hogy az ilyen hasonló állatok hogyan találhatták meg a saját ökológiai rést, de nyilvánvalóan ez volt a helyzet. Itt van párhuzam a késő Kréta időszak Hadrosaurusaival és Ceratopsia dinoszauruszaival. Hirtelen kihalásuk oka nem világos, mivel más kisebb állatokat, de még a szintén nagy Pareiasaurusokat sem érintette annyira. Valószínűleg például a késő pleisztocén megafauna kihalásához hasonlóan ebben számos tényező közrejátszott.

## Elnevezése
1890-ben Richard Lydekker brit paleontológustól kapta nevét a Tapinocephalidae család.

## Leírása

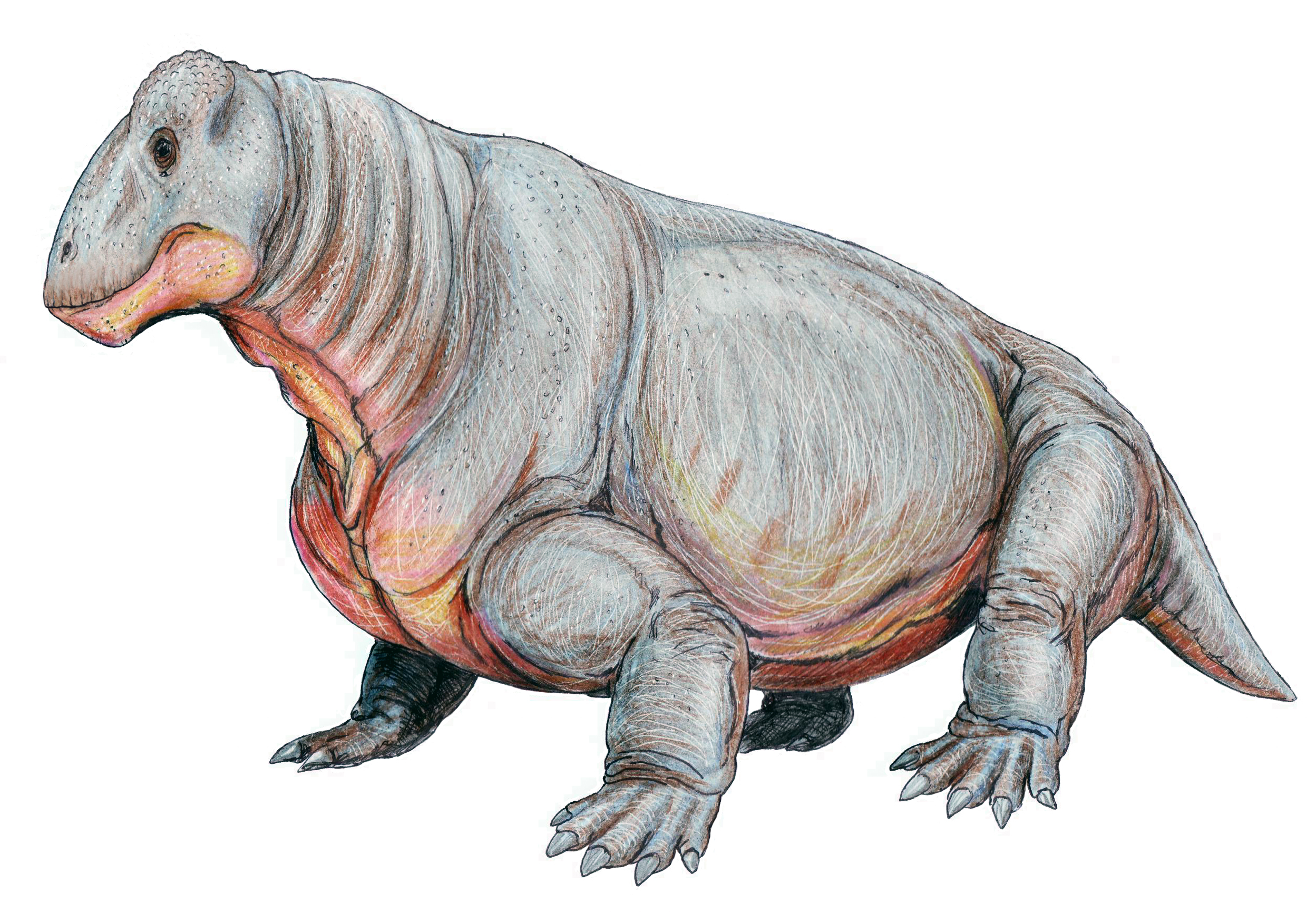
Ulemosaurus svijagensis

A tágas test lehetővé teszi a fejlett növényevő bélrendszer kialakulását. A vállak jóval magasabbak, mint a medencetájék, így a hát zsiráfszerűen lejt a nyaktól a farokig. Ez arra enged következtetni, hogy a földtől körülbelül egy-másfél méteres vagy annál nagyobb magasságban lévő növényzettel táplálkoztak. 
A végtagok nehezek, az erőteljes mellső lábak oldalra nyúltak, míg a hosszabb hátsó lábak közvetlenül a csípő alatt helyezkedtek el (a Dicynodontáknak ugyanez volt a testtartásuk). A lábak szélesek és rövidek.

### Koponya
A tapinocephalidák koponyája masszív felépítésű, és vagy hosszú orrú (pl. Struthiocephalus) vagy magas és rövid (pl. Moschops). Nagyon gyakran a fej teteje lekerekített, és a homlok csontjai egyfajta kupolává vagy domborművé emelkednek, amelynek közepén egy nagy toboznyílás található. Egyes példányoknál ez a domb csak mérsékelt vastagságú, míg másoknál hatalmas csonttömeggé vastagodott (pachyostosis). Azt feltételezik, hogy ezek az állatok a fajon belüli fejbeveréses viselkedést folytattak, feltehetően a területért vagy a társakért. A koponya hasonló megvastagodása a pachycephalosaurusok ("csontfejű") dinoszauruszoknál is előfordul, és feltételezik, hogy ezek az állatok mindegyike a mai kecskékhez és bivalybirkákhoz, vagy a késő-eocén kori Brontotheriidáihoz hasonló "fejtörő" magatartást tanúsított.
Vegetáriánus életmódjuknak megfelelően a vésőszegélyes fogak differenciálatlanok, nincsenek szemfogaik, és inkább cövekszerűek. Érett korban a fogaknak van egy karma és egy zúzósarka, és az egész fogsor felső és alsó fogai egymásba fonódnak.

### Méretük

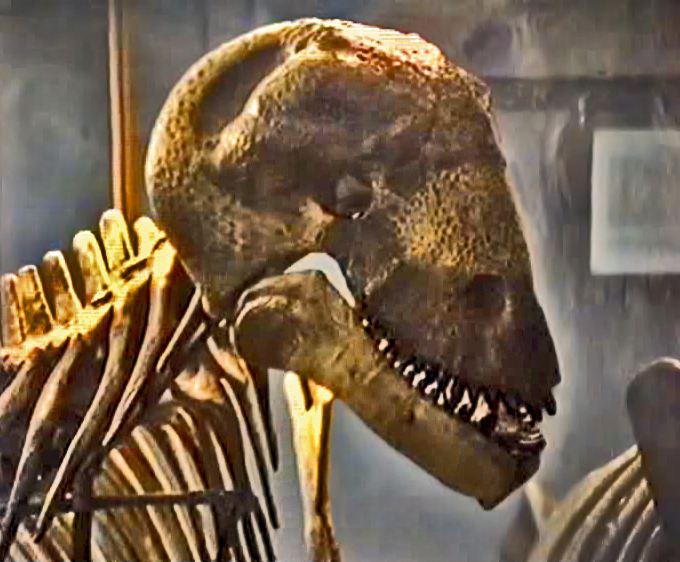
Tapinocephalidae - Moschops koponya

A Tapinocephalidák az óriás növényevő Dinocephaliák fejlett családja voltak, felnőttkori súlyuk körülbelül 500 és 1000 kilogramm között volt, a legnagyobb formáknál, mint például a Tapinocephalus atherstonei, akár 1,5 vagy 2 tonna is lehetett. A gigantizmusra való hajlam, amely oly jellemző a Tapinocephaliákra, már e család legkorábbi ismert tagjaira is jellemző volt. A Pareiaszauruszokkal együtt ezek voltak a középső perm nehézsúlyújai.

## Paleobiológia

### Ökológia
Némileg megoszlanak a vélemények arról, hogy ezek az állatok száraz hegyvidéki környezetben (Colbert), mocsarakban vagy bármelyikben éltek-e, fajtól vagy törzstől függően. Kétségtelen, hogy a Tapinocephalidae különböző ökológiai niche-eket foglalt el. Azonban a korábbi szerzők, mint Gregory (1926) és Boonstra (1965) tendenciája, miszerint félvízi falmászóknak tekintették őket.
Boonstra szerint az olyan formák, mint a Tapinocephalus és a Struthiocephalus félig vízi állatok voltak, míg a Moschops szárazföldi volt. Nagyon valószínű, hogy egyes Tapinocephalid fajok a tószegélyeket látogatták, és puha növényzettel táplálkoztak, míg mások a száraz hegyvidékeket részesítették előnyben.
Gregory (1926) úgy vélte, hogy a dinocephaliák vízi állatok voltak, a széles lábak, valamint a kiterjedt elülső és hátsó nyúlványok hasznosak voltak az állat vízben való mozgatásához, a masszív homlok pedig előnyös volt a búvárkodásban. Felvetette, hogy a tobozmirigy fototróp lehetett, ami segítette az állatot a vízfelszínhez viszonyított tájékozódásban.
A Tapinocephalinát Boonstra (1956) félvízi állatoknak tekintette. A nehézkes test, a gyenge mozgásszervek, a gyenge alsó állkapocs és a masszív koponya mind azt sugallták számára, hogy ezek az állatok nem táplálkozhattak hatékonyan a szárazföldön a szívós növényzetből. Ehelyett inkább falánk, a víz által felhúzott, puha mocsári növényzettel táplálkozó állatoknak mutatta be őket.

### Fiziológia

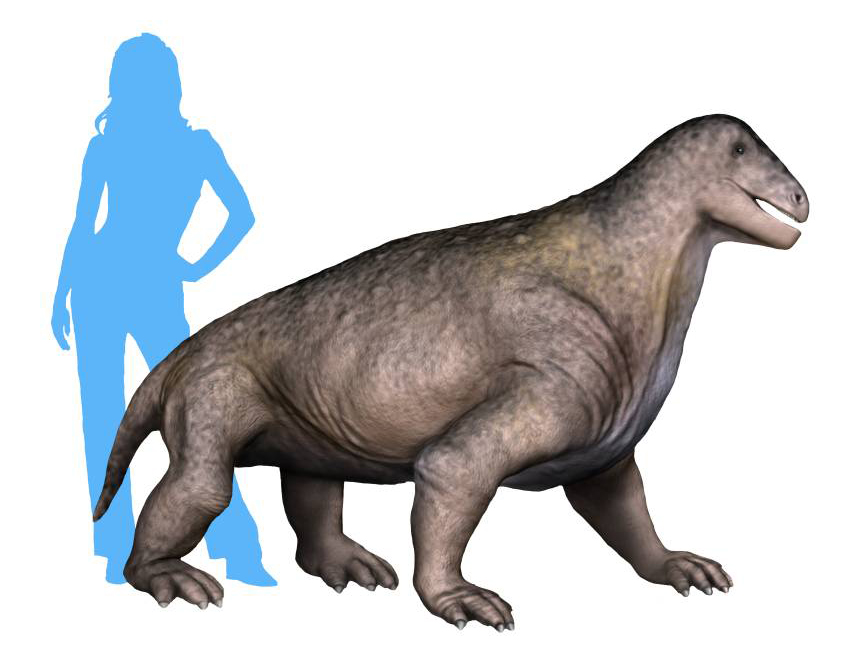
Moschops capensis emberhez viszonyított mérete

Bakker (1975, 1986) szerint a csontok szövettana, a földrajzi elterjedés és a ragadozó-zsákmány viszonyok azt mutatják, hogy ezek aktív, teljesen szárazföldi és legalább részben endoterm állatok voltak, az ektoterm pelycosaurusok és a teljesen endoterm theriodonták között félúton.
Mások, például McNab és Geist szerint a tapinocephalidák inkább inerciális homeotherm állatoknak tekinthetők, mivel a nagy hordószerű test és a rövid farok a leghatékonyabb felületet jelentette a hő megőrzésére.

## Alosztályai
A Tapinocephalidae a Styracocephalidae és a Titanosuchidae családokkal együtt alkotja a Tapinocephalia alrendágat. Maga a Tapinocephalidae család két alcsaládot és több nemzetségcsoportot foglal magában.

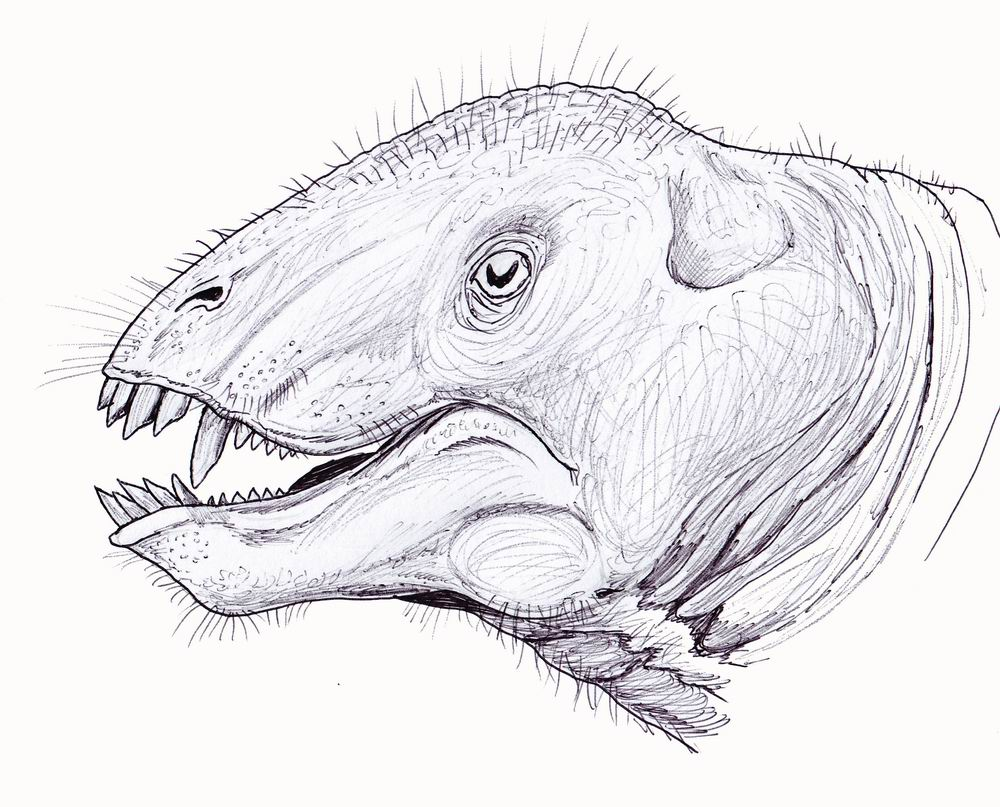
Tapinocaninus

- Tapinocephalidae család
- Tapinocaninae alcsalád
- Tapinocaninus
- Tapinocephalinae alcsalád
  - Riebeeckosaurini
  - Riebeeckosaurus
  - Struthiocephalini
  - Struthiocephalus
  - Tapinocephalini
  - Moschopina
  - Criocephalosaurus
  - Moschops
  - Ulemosaurus
  - Tapinocephalina
  - Mormosaurus
  - Keratocephalus
  - Tapinocephalus

## Fordítás
Ez a szócikk részben vagy egészben  a   Tapinocephalidae című angol Wikipédia-szócikk fordításán alapul.  Az eredeti cikk szerkesztőit annak laptörténete sorolja fel. Ez a jelzés csupán a megfogalmazás eredetét és a szerzői jogokat jelzi, nem szolgál a cikkben szereplő információk forrásmegjelöléseként.